# Rafah
Rafah o Rafa (Ráfaḥ رفح en árabe, Rafíaḥ רפיח en hebreo) es una ciudad de la Franja de Gaza (Palestina), aneja a la frontera egipcia, en Oriente Próximo. Es la capital de distrito de la Gobernación de Rafah, ubicada a 30 km al sur de la ciudad de Gaza. La ciudad es el mayor núcleo de población aledaño a la frontera entre Palestina y Egipto, con una población estimada para mediados de 2023 de 202 320 habitantes, de los que unos 43 018 residen en los campos de refugiados cercanos de Rafah y Tel al-Sultán. Sin embargo, estas cifras no tienen en cuenta los importantes efectos que la guerra Israel-Gaza de 2023-24 ha tenido sobre la práctica totalidad de la población gazatí. 
Cuando Israel se retiró del Sinaí en 1982, Rafah se dividió en dos partes, una palestina y otra egipcia, dividiendo a familias que quedaron separadas por barreras de alambre de espino. La parte más importante de la ciudad fue destruida por Israel y Egipto para crear una gran tierra de nadie. 
En la ciudad se encuentra el paso fronterizo de Rafah, la única zona de paso entre Egipto y el Estado de Palestina. El único aeropuerto de Gaza, el Aeropuerto Internacional Yasser Arafat, se encontraba al sur de Rafah. El aeropuerto estuvo operativo de 1998 a 2001, hasta que fue bombardeado y arrasado por el ejército israelí después del asesinato de soldados israelíes por miembros de Hamás.

## Etimología
A través del tiempo, Rafah ha sido conocida como:
- Robihwa (por los antiguos egipcios).
- Rafihu (por los asirios).
- Ῥαφία o Rhafía (por los griegos).[12]
- Raphia (por los romanos).
- Rafiaḥ - רפיח (por los israelitas)
- Rafh (por los árabes)

## Historia

### Historia antigua
Rafah tiene una historia que se remonta a miles de años.
La primera mención aparece como Rf en una inscripción del faraón egipcio Seti I del 1303 a. C. Fue la primera parada en la campaña del faraón Sheshonq I al Levante en el año 925 a. C. En el 720 a. C. fue el escenario de la victoria del rey asirio Sargón II sobre los egipcios. En el 217 a. C. la batalla de Rafia se libró entre el victorioso Ptolomeo IV y Antíoco III (se cree que fue una de las más grandes batallas jamás libradas en el Levante, con más de cien mil soldados y cientos de elefantes).

Ubicación de Rafah en la Franja de Gaza

El texto arameo Tárgum de Onquelos menciona que la aldea bíblica Hazerim se encontraba en Rafah, sin mayores precisiones. La ciudad fue conquistada por Alejandro Janeo y estuvo en poder de los asmoneos hasta que fue reconstruida en la época de Pompeyo y Gabinio. Este último parece haber sido el responsable de un trabajo de restauración de la ciudad desde el 57 a. C. Rafah es mencionada en Estrabón (16, 2, 31), en el Itinerario de Antonino, y en el Mapa de Madaba.
Durante el periodo bizantino, Rafah se convirtió en una diócesis. Se han encontrado monedas y cerámica de dicho periodo. Llevó representación al Concilio de Éfeso del año 431 d. C. y sigue siendo una sede diocesal titular de la Iglesia Católica. Una pequeña comunidad de cristianos ortodoxos griegos persiste en la ciudad.

### Periodos árabe y mameluco
Rafah fue una importante ciudad comercial durante la primera parte del periodo árabe y una de las ciudades capturadas por el ejército rashidun del general 'Amr ibn al-'As durante el año 635 d. C. Bajo los Omeyas y los Abásidas, Rafah era el límite meridional del Yund Filastin ("Distrito de Palestina"). Según el geógrafo árabe al‑Ya'qubi, era la última ciudad en la provincia de Siria y en el camino de Ramla a Egipto.
Una comunidad judía se asentó en la ciudad en los siglos IX y X, y posteriormente en el XII, aunque comenzó a declinar en el siglo XI y en el año 1080 emigraron a Ascalón. Una comunidad samaritana también vivió en la ciudad durante esa época. Como la mayoría de ciudades del sur de Palestina, la antigua Rafah tenía un pequeño puerto en la costa (el actual Tell Rafah), mientras que la ciudad principal se hallaba tierra adentro.
En 1226 d. C., el geógrafo árabe Yaqut al-Hamawi escribió de la antigua importancia de Rafah durante el periodo árabe temprano que era «en la antigüedad una ciudad floreciente, con un mercado, una mezquita y mesones». Sin embargo, continuó diciendo que, en el estado en el que se encontraba por entonces, Rafah estaba en ruinas, aunque era un puesto de correos ayubí en el camino hacia Egipto, poco después de la cercana Deir al-Balah.

### Periodos otomano y egipcio
En 1517, los otomanos incorporaron el pueblo a su imperio junto con el resto de Palestina, y en 1596 Beit Lahia aparecía en los registros de impuestos otomanos como una nahiya (subdistrito) de Gaza, en el liwa (distrito) de Gaza. Tenía una población de 15 hogares musulmanes y pagaba impuestos sobre trigo, cebada, cultivos de verano, algunos ingresos ocasionales, cabras y/o colmenas.

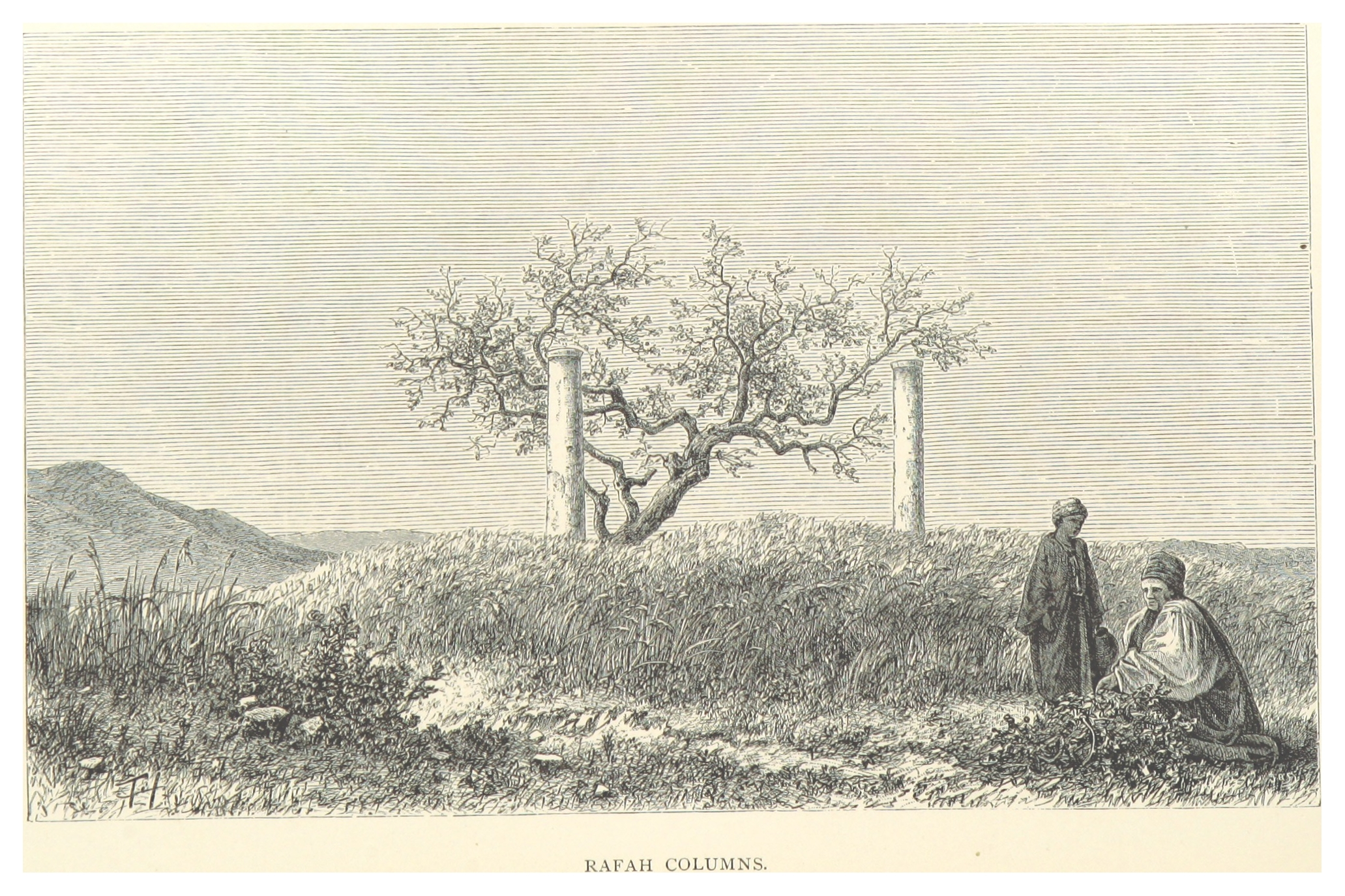
Las columnas de Rafah

En 1799, el Ejército Revolucionario de Francia pasó a través de Rafah durante su invasión de Egipto y Siria.
Rafah era la frontera entre las provincias de Egipto y Siria. En 1832, la zona quedó bajo el control egipcio de Mehmet Alí, que duró hasta 1840.
El explorador francés Victor Guérin, que visitó la ciudad en 1863, advirtió dos pilares de granito que los habitantes de la zona llamaban Bab el Medinet (La puerta de la ciudad). En 1881, el archiduque Luis Salvador de Austria escribió: 

Fragmentos de pilares de granito gris, todavía en pie, están aquí para que hagan juego con los caminos, los campos y la arena, y vimos uno en el suelo medio enterrado... Los pilares son los restos de un antiguo templo, Raphia, y tienen tanta importancia a los ojos de los árabes, que los llaman Rafah, como para marcar la frontera entre Egipto y Siria.

### Mandato Británico de Palestina
En 1917, el ejército británico capturó Rafah y lo usó como base para su ataque sobre Gaza. La presencia de las bases militares supuso un incentivo económico que trajo a muchos habitantes de vuelta a la ciudad. 
En el censo de Palestina de 1922, llevado a cabo por las autoridades del Mandato Británico, Rafah tenía una población de 599 habitantes, todos ellos musulmanes, cifra que aumentó en el censo de 1931 a 1423, una vez más todos musulmanes, que vivían en 228 casas.
En 1945, la población de Rafah era de 2220 árabes y su territorio era de 40 579 dunams, según un estudio oficial sobre la tierra y su población. De ellos, 275 dunams estaban dedicados a plantaciones y tierra irrigable, 24 173 a cereales, y 16 131 dunams eran considerados tierra baldía.

### De 1948 a 1967
El 15 de mayo de 1948 entró en vigor la Resolución 181 de Naciones Unidas, que establecía la partición de Palestina en dos estados, uno judío y otro palestino. Tras la expulsión o la huida de cientos de miles de civiles palestinos de sus hogares ante el empuje del ejército israelí, una serie de campos de refugiados se establecieron en Gaza para acoger a los recién llegados. 
En la guerra del Sinaí de 1956, Israel invadió Egipto con el apoyo de Francia y el Reino Unido. Durante los 7 días que duró la contienda, 111 personas (incluidos 103 refugiados) fueron asesinadas por el ejército israelí en el campo de refugiados de Rafah, en lo que pasó a conocerse como la masacre de Rafah. Las Naciones Unidas fueron incapaces de determinar las circunstancias que rodearon los crímenes.

### Ocupación israelí
Durante la guerra de los Seis Días de 1967, el ejército israelí capturó Rafah junto con el resto de la Franja de Gaza y Cisjordania. Desde entonces, mantiene ocupados estos territorios de manera ilegal, según Naciones Unidas y el grueso de la comunidad internacional, que exige que Israel se retire a las fronteras establecidas con anterioridad a dicha guerra. En aquel momento la población de Rafah era de 55 000 personas, de las que solo 11 000 vivían en la propia ciudad. 
En el verano de 1971, el ejército israelí, a las órdenes del general Ariel Sharon (entonces a la cabeza del Mando Sur de las IDF), destruyó unas 500 casas en el campo de refugiados de Rafah para hacer hueco a una serie de carreteras para las patrullas israelíes. Estas demoliciones causaron cerca de 4000 desplazados. Israel estableció los proyectos inmobiliarios Brasil y Canadá para acomodar a los palestinos desplazados y proporcionarles mejores condiciones de vida, intentando integrarlos con el resto de la población y con su nivel de vida. Brasil está justo al sur de Rafah y Canadá estaba al otro lado de la frontera, en el Sinaí. Ambos fueron llamados así por las fuerzas de pacificación de dichos países que habían estado alojadas en barracones en dichas ubicaciones. Después de que los Acuerdos de Camp David de 1978 ordenaran la repatriación de los refugiados del proyecto Canadá a la Franja de Gaza, se desarrolló el proyecto Tel al-Sultán al noroeste de Rafah para acomodarlos.
El 10 de octubre de 2003, tanques israelíes destruyeron 150 casas de Rafah en un intento de acabar con los túneles que unen la ciudad con Egipto. En mayo de 2004, el gobierno israelí, dirigido por el entonces primer ministro Ariel Sharon, aprobó una nueva demolición masiva de casas en Rafah llevada a cabo en la "Operación Arcoíris", que ocasionó 17 muertos en la localidad.
En septiembre de 2005, Israel se retiró unilateralmente de la Franja de Gaza, aunque a día de hoy todavía mantiene el control sobre su espacio aéreo y marítimo. Por ello, y porque no se ha producido una resolución que dicte lo contrario, la ONU sigue considerando la Franja de Gaza como territorio ocupado por Israel. Tras la retirada de Israel, Rafah quedó dividida en dos partes, quedando una de ellas en el lado egipcio de la frontera. Debido a la división de la ciudad, los contrabandistas crearon túneles bajo la frontera que conectan ambas partes y permiten el paso de bienes y personas.
Durante el conflicto entre Hamás e Israel del verano de 2014, un bombardeo israelí sobre una escuela de la ONU en Rafah dejó al menos diez muertos y numerosos heridos. La justicia militar israelí consideró el ataque «legítimo», dado que tres milicianos circulaban en motocicleta por las proximidades de la escuela. En este mismo conflicto, la captura del teniente israelí Hadar Goldin por parte de una unidad de la guerrilla de Hamás desencadenó un ataque masivo sobre Rafah con artillería y aviación que causó decenas de víctimas.

#### Guerra de Gaza de 2023-presente

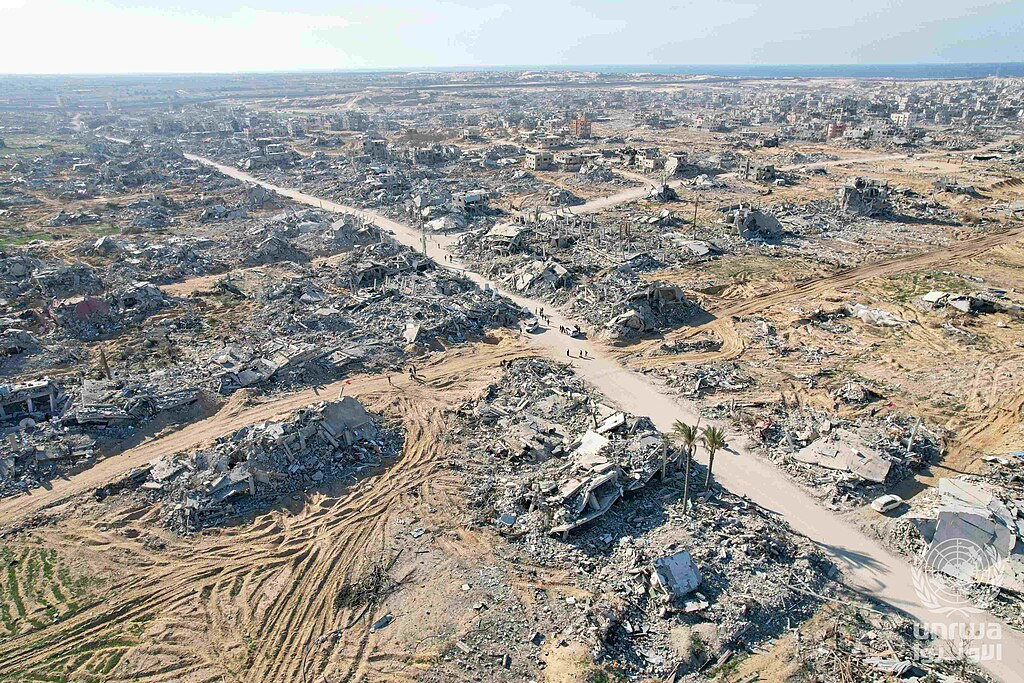
Destrucción causada por los ataques israelíes durante la guerra de Gaza.

La guerra que comenzó el 7 de octubre de 2023 ha supuesto una auténtica devastación de la Franja de Gaza en general, y de Rafah en particular. Tan solo tres días después del inicio del conflicto, aviones de combate israelíes atacaron el paso fronterizo de Rafah.  El 13 de octubre, todas las organizaciones humanitarias de la ONU fueron expulsadas del norte de la Franja recibieron instrucciones de trasladarse a Rafah.  Dos días después se produjo el cuarto bombardeo israelí del paso de Rafah, el único que conecta la Franja de Gaza con Egipto y que, por lo tanto, no está controlado por Israel. Además, Israel prohibió la entrada de ayuda humanitaria y la salida de ciudadanosa.  El 23 de noviembre, un ataque israelí dejó al menos catorce muertos pertenecientes a dos familias distintas, además de registrar 35 heridos, la mayoría de ellos mujeres y niños. El 6 de diciembre, el ejército israelí exigió a los habitantes de Jan Yunis que abandonaran la ciudad en dirección a Rafah, añadiendo que detendrían los bombardeos de esta última hasta las 14:00 del día 6.  Al día siguiente, unas 20 personas murieron en dos ataques contra casas de un barrio residencial de Rafah.  El 12 de diciembre se intensificaron los bombardeos israelíes en el sur de la Franja.  A estas alturas, más de un millón de personas se acumulaban en la zona de Rafah.  El 16 de diciembre se registraron los primeros combates en la ciudad mientras el ejército israelí insistía en expulsar a la población de Jan Yunis hacia Rafah.  Un día después, al menos once personas , incluido un trabajador del ministerio francés de Asuntos Exteriores, murieron en un bombardeo de una vivienda en la localidad. El 20 de diciembre, al menos doce personas murieron y docenas más fueron heridas en una serie de explosiones cerca del hospital kuwaití de Rafah. Tres días después, otro bombardeo israelí contra un coche mató a cuatro personas e hirió al menos a dos niños.  El 28 de diciembre, mientras el ejército israelí seguía ordenando que la población civil gazatí se trasladase a Rafah, la aviación israelí mató a al menos veinte personas e hirió a otras 55 allí. Pese a todo, más de 100 000 desplazados habían llegado en los últimos días a la ciudad. La hambruna llevó también a la muerte por inanición de numerosos animales en el zoológico de Rafah.
El 5 de enero de 2024, al menos seis personas murieron de madrugada cuando la aviación israelí bombardeó una vivienda en Rafah. Dos días después, los periodistas Hamza al-Dahdouh, de Al Jazeera e hijo de Wael Al-Dahdouh, y Mustapha Thuria, de France Presse, que fueron asesinados por la aviación israelí mientras viajaban en coche de Rafah a Jan Yunis.  El 10 de enero, al menos quince civiles, la mayoría de ellos niños, murieron  en un bombardeo israelí sobre un apartamento al oeste de Rafah. Otras 9 personas murieron al día siguiente en un bombardeo israelí contra una vivienda al sur de la ciudad. Dos días después, otro ataque cerca de Rafah dejó al menos catorce muertos, incluidas dos niñas, una de ellas de dos años. Por entonces, el hospital Kuwaití, con tan solo cuatro unidades de cuidados intensivos antes de la guerra, estaba recibiendo cerca de 1500 heridos y más de 50 cadáveres al día. El 18 de enero, un bombardeo israelí en Rafah mató a al menos diecinueve palestinos, la mayoría de ellos mujeres y niños.  Hacia el 25 de enero, la ONU aseguró que más de la mitad de la población gazatí, calculada al principio de la guerra en 2,2 millones de personas, se hacinaba ya en la ciudad fronteriza. El 27 de enero, un bombardeo israelí mató a tres personas (dos mujeres y un hombre) en una vivienda de Rafah. Tres días después, las autoridades israelíes devolvieron los cadáveres de entre 80 y 100 palestinos muertos durante la guerra; su avanzado estado de descomposición hizo imposible la identificación y fueron enterrados en una fosa común en Rafah.
El 1 de febrero, el ministro de Defensa israelí, Yoav Galant, anunció que el ejército procedería en breve a una ofensiva sobre Rafah. Dos días después, al menos doce persona murieron en un ataque israelí contra la ciudad.  La noche siguiente fue especialmente cruenta en la ciudad, pues al menos 92 personas murieron por los bombardeos israelíes. Esta cifra se quedó pequeña al día siguiente, 5 de febrero, cuando los bombardeos israelíes mataron al menos a 128 personas en la ciudad, según Agence France-Presse.  La ONU recordó a Israel que «según el derecho internacional humanitario, el bombardeo indiscriminado de zonas densamente pobladas puede constituir un crimen de guerra».  El 8 de febrero, el ejército israelí mató al menos a once personas en dos edificios de viviendas. También en Rafah, otro ataque aéreo israelí contra un bloque de pisos mató a catorce personas de dos familias desplazadas, una de Jan Yunis y otra del norte de la Franja de Gaza.  Al día siguiente, al menos ocho personas, tres de ellas niños, murieron por el ataque de la aviación israelí contra una casa de Rafah. Cinco de los muertos eran miembros de la misma familia.  Ese día, el primer ministro israelí anunció que había ordenado a su ejército evacuar a la población civil de Rafah antes de la anunciada ofensiva militar sobre dicha ciudad. El 10 de febrero, al menos 28 personas fueron asesinadas por el ejército israelí en Rafah, donde tres familias, incluidos al menos diez niños (uno de los cuales, de tres meses de edad) fueron eliminadas por los bombardeos israelíes.  El 12 de febrero, una operación especial israelí en Rafah se saldó con el rescate de dos rehenes y la muerte de 74 palestinos por los bombardeos usados como cobertura. Un día después, el corresponsal de Al Jazeera Ismail Abu Omar y el camarógrafo Ahmad Matar resultaron gravemente heridos en un ataque israelí con drones al norte de Rafah. Dos bombardeos israelíes contra Rafah mataron al menos a doce personas, incluidas nueve de la misma familia. El embajador palestino en el Reino Unido, Husam Zomlot, anunció que ocho de sus familiares, incluida una niña de siete años, habían muerto en un bombardeo israelí en Rafah.  El 23 de febrero, un paramédico de la Media Luna Roja Palestina murió cuando la casa de su familia fue bombardeada por el ejército israelí al este de Rafah. Un día después, al menos siete personas, incluido un niño, murieron en un ataque aéreo israelí contra una calle cercana al mercado.
El 2 de marzo, la aviación israelí bombardeó las tiendas de campaña del campamento improvisado en Rafah, en un ataque que dejó once muertos, incluido un paramédico, y docenas de heridos, con varios niños entre ellos.  Un día después, otro bombardeo israelí mató a catorce miembros de la misma familia, incluidos cinco niños, dos de ellos gemelos de tres meses.  A mediados de marzo, ya se hacinaban en Rafah el 70% de los gazatíes. El 13 de marzo, un bombardeo israelí destruyó un almacén de alimentos de UNRWA en Rafah y mató a cuatro personas en su interior, además de dejar numerosos heridos.  El 19 de marzo, al menos catorce civiles murieron en el bombardeo de una vivienda en Rafah.  El 22 de marzo, los ataques israelíes dejaron ocho muertos y numerosos heridos en la ciudad.  Tres días después, otras quince personas, incluidos varios niños, murieron en otro ataque israelí. Al día siguiente murieron al menos dieciocho palestinos, incluidos nueve niños de entre dos y nueve años, en un bombardeo israelí contra un edificio residencial de la familia Abú Nuquira, y un día después, otras once personas de la familia Dhair murieron en un bombardeo de la aviación israelí contra su vivienda en Rafah.
El 11 de abril, otras seis personas murieron por el ataque de un dron en Rafah, y tres días después fueron once las personas asesinadas por Israel, cinco de ellas niños. Cuatro personas más murieron el 16 de abril.  Israel intensificó sus ataques el 20 de ese mes, cuando los ataques israelíes mataron a 22 palestinos en la localidad, de los que 18 eran niños. El primer ataque de la noche mató a un hombre, una mujer embarazada y su hija de cuatro años; los médicos lograron salvar al bebé de la mujer. El segundo ataque mató a 17 niños y dos mujeres, todos de la misma familia. El 27 de abril, ante las anormalmente altas temperaturas registradas en la Franja y la falta de agua potable, una bebé murió de insolación en el campamento de tiendas improvisado de Rafah. El mes terminó con otro ataque israelí en el que dos hermanos, un niño y una niña, murieron en su vivienda del barrio de Shaboura.

## Paso fronterizo con Egipto

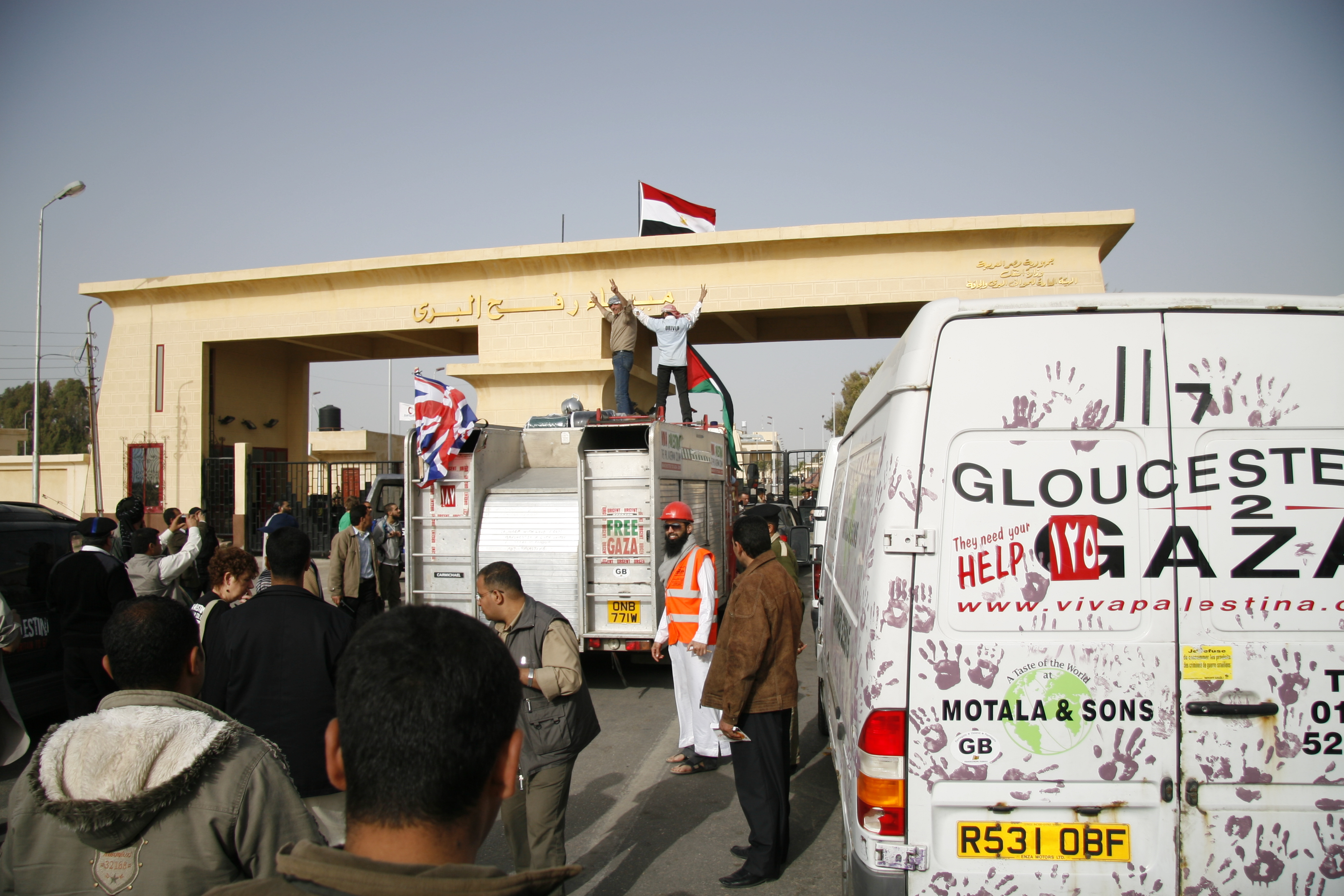
Paso fronterizo de Rafah

Al sur de Rafah se encuentra el paso fronterizo homónimo, el único paso entre la Franja de Gaza y Egipto. Aunque inicialmente estuvo controlado por el ejército israelí, el control del paso fue transferido a la Autoridad Nacional Palestina en septiembre de 2005 como parte de la retirada unilateral de Israel de la Franja de Gaza. Una comisión de la Unión Europea comenzó a supervisar el paso en noviembre de 2005 por la preocupación israelí en asuntos de seguridad y, en abril de 2006, la Guardia Presidencial del presidente de la Autoridad Nacional Palestina, Mahmud Abás, asumió la responsabilidad de su control del lado palestino. Del lado egipcio, la responsabilidad del control del paso recae en los 750 guardias fronterizos permitidos por el acuerdo egipcio-israelí. El acuerdo fue firmado en noviembre de 2005 bajo presión estadounidense, y especifica que dicho acuerdo queda sujeto a los requisitos de seguridad que Israel demande.
Poco después del golpe de Estado que llevó al poder en Egipto al mariscal Abdelfatah Al-Sisi en julio de 2013, se decidió el cierre indefinido del paso fronterizo de Rafah y desde entonces se ha reabierto en escasas ocasiones. En 2015, Egipto abrió el paso solamente 21 días.